# Tupolew Tu-121
Die Tupolew Tu-121 war der Prototyp eines sowjetischen nuklearen Boden-Boden-Marschflugkörpers.
Er wurde in der zweiten Hälfte der 1950er-Jahre im OKB Tupolew (OKB 156) entwickelt und sollte mit mehr als Mach 2,5 in großer Höhe ins Ziel fliegen. Die Reichweite hätte etwa 4000 km betragen. Das Konzept wurde noch während der Entwicklung aufgegeben, weil durch die Fortschritte bei der Luftraumüberwachung und Luftabwehr kein sinnvoller Einsatz mehr möglich erschien; teils auch aufgrund der Fortschritte bei der Entwicklung von nuklearen Interkontinentalraketen.
Es wurden insgesamt fünf Prototypen gebaut, mit denen vier Testflüge durchgeführt wurden. Der Erstflug des kompletten Systems fand am 26. August 1959 statt. Am 11. November 1959 wurde die Einstellung des Programms vorgeschlagen. Im Februar 1960 wurde die endgültige Einstellung angeordnet.
Aus der Tu-121 wurde die Aufklärungsdrohne Tu-123 entwickelt.

## Technik

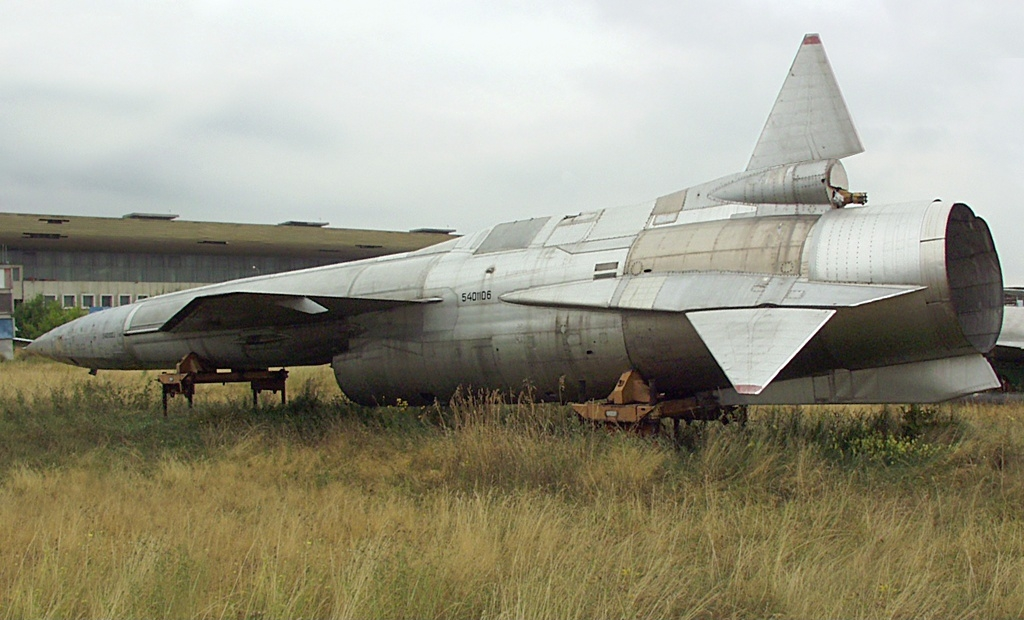
Aufklärungsdrohne Tu-123

Die Tu-121 hatte einen schlanken Rumpf mit Deltatragflächen und einem konventionellen Leitwerk. Das Triebwerk vom Typ KR-15-300 saß im Heck, der Lufteinlauf befand sich an der Rumpfunterseite, etwas hinter der Mitte und hatte einen verstellbaren Stoßwellendiffusor. Die Tragflächen hatten eine Pfeilung von 67°.
Die Steuerung sollte ein Astronavigationssystem Semlja-AI in Kombination mit einem Autopiloten AP-85 übernehmen.
Der Start wäre von einer Startrampe mithilfe von Starthilfsraketen PRD-52 erfolgt, die jede etwa 57–80 t Schub produzierten.
| Parameter                    | Wert               |
| ---------------------------- | ------------------ |
| Spannweite (m)               | 8,40               |
| Länge (m)                    | 24,77              |
| Höhe (m)                     | 4,61               |
| Rumpfdurchmesser (m)         | 1,70               |
| Leermasse (kg)               | 11450              |
| maximale Startmasse (kg)     | 35000              |
| Treibstoff (kg)              | 16600              |
| Antrieb                      | KR-15-300          |
| Schub (kN)                   | 67                 |
| Marschgeschwindigkeit (km/h) | 2775               |
| Reichweite (km)              | 3880               |
| Gipfelhöhe (m)               | 24100              |
| Gefechtskopf                 | 205, thermonuklear |